# Fairfield Halls

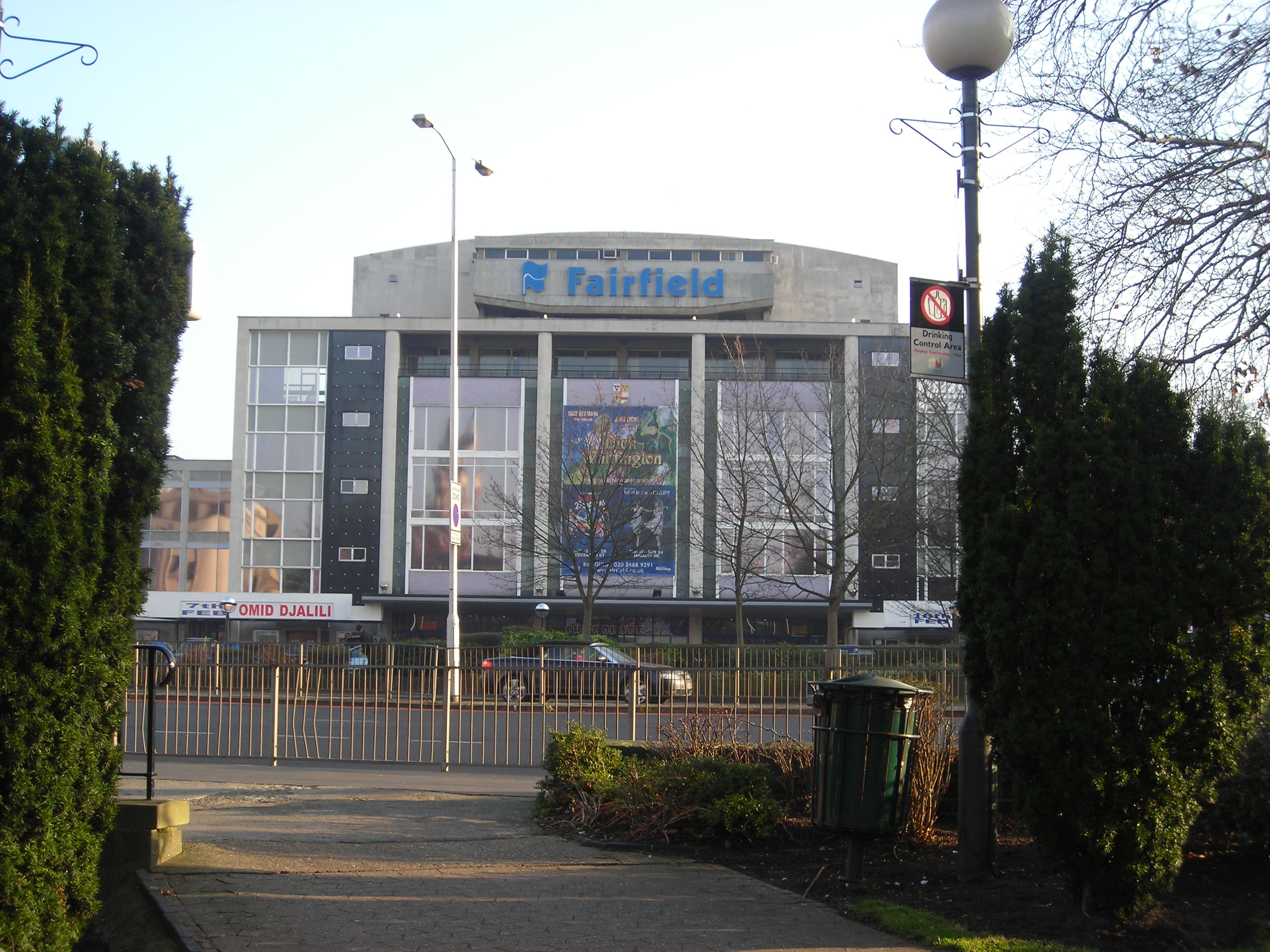
Vue depuis le Queen's Garden.

Fairfield Halls est une salle de spectacle britannique située à Croydon, dans le Grand Londres, qui a ouvert ses portes en 1962 et contient un théâtre et une galerie, ainsi qu'une grande salle de concert régulièrement utilisée pour la télévision, la radio et les enregistrements orchestraux de la BBC.
En 2016, Fairfield Halls a fermé ses portes pour un réaménagement de 30 millions de livres sterling, et a rouvert en 2019,,. Dans le cadre de la réouverture du bâtiment, la Talawa Theatre Company (en) s'est installée dans le bâtiment, occupant un espace de théâtre de 200 places et des bureaux,,.
Bien que le bâtiment ait été un lieu important pour la musique professionnelle, les pièces de théâtre, les comédies musicales, la comédie et la musique classique, une grande partie du programme de Fairfield a été consacrée à des événements locaux. Les écoles locales l'utilisaient fréquemment pour leurs concerts de chorale annuels, et les organisations musicales, lyriques, dramatiques amateurs et religieuses locales s'en servaient aussi régulièrement. Le Concert Hall dispose d'un cinéma avec le plus grand écran de Croydon.
En 2021, Fairfield Halls a été utilisé comme centre de vaccination de masse dans le cadre de la vaccination COVID-19 au Royaume-Uni.

## Au cinéma
La salle de concert de Fairfield apparaît brièvement dans le film Da Vinci Code (Robert Langdon y prononce son discours devant les étudiants), ainsi que dans les films We Want Sex Equality et Salsa Fury.